# Angiotensinogen
Angiotensinogenul este o α-2-globulină, sintetizată și eliberat în sânge de către ficat. El este membru al familiei serpinelor (serine protease inhibitor), deși angiotensinogenul nu inhibă alte enzime, spre deosebire de majoritatea serpinelor. Concentrația plasmatică a angiotensinogenului este crescută de corticosteroizi, estrogeni, hormoni tiroidieni și angiotensina II.
Angiotensinogenul este transformat de renină în angiotensina I. Angiotensinogenul are o lungime de 452 de resturi de aminoacizi. Primii 12 aminoacizi prezintă activitatea cea mai importantă: Asp-Arg-Val-Tyr-Ile-His-Pro-Phe-His-Leu-Val-Ile-. Masa moleculară a angiotensinogenului este de 49.761 Da.